# Trnovitički Popovac
Trnovitički Popovac is een plaats in de gemeente Garešnica in de Kroatische provincie Bjelovar-Bilogora. De plaats telt 428 inwoners (2001).